# Oviedo (República Dominicana)
Oviedo é uma pequena cidade e município da República Dominicana pertencente à província de Pedernales. É a cidade mais austral do país e da ilha de São Domingos.
Sua população estimada em 2012 era de 10 986 habitantes.